# Brandy Station
Brandy Station est une census-designated place située dans le comté de Culpeper, dans l’État de Virginie, aux États-Unis. Lors du recensement de 2020, elle comptait 191 habitants.